# Terroir
Terroir (výslovnost [teroá], odvozeno z terre – „země“) je takový souhrnný vliv zejména přírodních podmínek konkrétního místa na zde pěstované rostliny, že vzniká jedinečný a nezaměnitelný zemědělský produkt. Jde svým způsobem o genius loci daného místa.
Původně francouzský termín terroir se používá především ve vinařství, kde se jím rozumí místní geologické podloží, složení půdy, vlhkost, srážky, nadmořská výška, tradice a um vinaře, a to, jak se tento komplex vlivů promítne do charakteru určitého vína.